# Muzeum panoramy bitwy pod Borodino
Muzeum panoramy bitwy pod Borodino (ros. Музе́й-панора́ма «Бороди́нская би́тва») znajduje się w Moskwie na terenie dawnej wsi Fili przy Prospekcie Kutuzowskim 38. Zostało otwarte w roku 1962 z okazji 150–lecia bitwy z wojskami Napoleona I.
Ważną część muzeum stanowi zrekonstruowana w roku 1887 drewniana chata, w której podczas bitwy mieścił się sztab wojsk rosyjskich pod dowództwem Michaiła Kutuzowa.
Główny budynek zbudowany na początku lat sześćdziesiątych XX wieku na planie okręgu mieści panoramę, namalowaną w latach 1910–1912 przez rosyjskiego malarza–batalistę Franza Aleksiejewicza Roubauda z okazji stulecia bitwy. Pierwotnie panorama była eksponowana w Moskwie w pawilonie na Czystych Prudach. W roku 1918 została zdemontowana, pawilon przekazany szkole elektrotechnicznej, i dopiero w roku 1962 po konserwacji panorama została powtórnie pokazana publiczności. Wysokość obrazu wynosi 14 metrów, obwód 115 metrów, średnica 36 metrów.
W skład muzeum wchodzi też zbudowana w roku 1912 kaplica pod wezwaniem świętego Michała Archistratega oraz pomnik bohaterów wojny 1812 roku zaprojektowany przez rzeźbiarza Nikołaja Wasiliewicza Tomskiego, wzniesiony przed budynkiem muzeum w roku 1973.

## Galeria

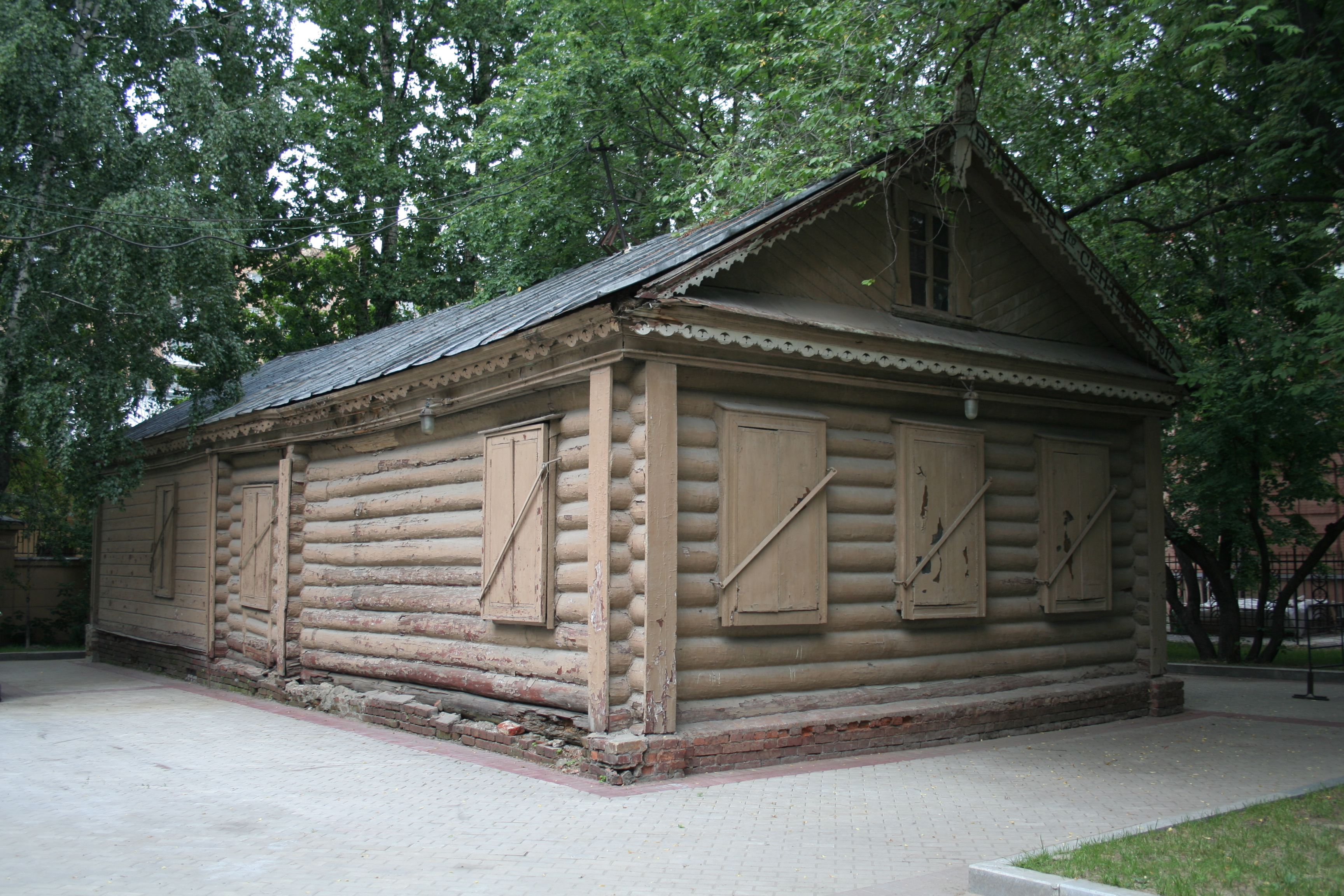
Zrekonstruowana chata Kutuzowa